# Herb gminy Góra Świętej Małgorzaty
Herb gminy Góra Świętej Małgorzaty – jeden z symboli gminy Góra Świętej Małgorzaty, autorstwa Marka Adamczewskiego, ustanowiony 12 marca 2004.

## Wygląd i symbolika
Herb przedstawia na tarczy w polu złotym świętą Małgorzatę stojącą na górze zielonej, z mieczem i gałązką palmy (symbol męczeństwa) w rękach. Obok niej są stylizowane czerwone litery S (po jej prawej stronie) i M (po jej lewej), oznaczające Sancta Margarita (łac. święta Małgorzata). Jest to typowy herb mówiący, wszystkie jego elementy odwołują się bezpośrednio do nazwy gminy.